# Niederzier
Niederzier è un comune di 14 180 abitanti della Renania Settentrionale-Vestfalia, in Germania.
Appartiene al distretto governativo (Regierungsbezirk) di Colonia e al circondario (Kreis) di Düren (targa DN).